# Attentat auf August Gölzer
In der Endphase des Zweiten Weltkrieges verübten am 7. Februar 1945 die Cousins Alois Bauer und Vladimír Blažka in Brünn ein Attentat auf August Gölzer, einen Repräsentanten der deutschen Protektoratsmacht in der besetzten Tschechoslowakei. Nach Reinhard Heydrich, auf den im Mai 1942 ein tödliches Attentat durch tschechoslowakische Fallschirmspringer verübt wurde, war der SS-Hauptsturmführer August Gölzer der zweithöchste SS-Offizier, der im Protektorat Böhmen und Mähren ins Visier des Widerstandes geriet und getötet wurde. Die beiden Attentäter waren Mitglieder der Widerstandsgruppe Předvoj (und deren operativer Wehrgruppe Národní revoluční armáda), einer von mehreren Widerstandsgruppen im Protektorat, die für die Befreiung des Landes auch mit militärischen Mitteln kämpften.

## Ablauf und Folgen

### Attentat und Fahndung
Am 7. Februar 1945 abends sprachen Bauer und Blažka den SS-Offizier vor seinem Haus an und gaben drei bis vier Schüsse aus einer Pistole auf ihn ab. Gölzer wurde verletzt, nach zwei Stunden ins Krankenhaus gebracht und operiert, starb jedoch noch in derselben Nacht. Die Gestapo wie auch die Brünner Kriminalpolizei verhängten sofort eine strikte Nachrichtensperre. Erst am 22. März gelang es der Gestapo nach rasch eingeleiteten Nachtrazzien, weiterer intensiver Fahndung und infolge einer Denunziation, die beiden Widerstandskämpfer zu verhaften. 
Dazu hat auch eine gleichzeitig laufende Verhaftungsaktion gegen Mitglieder der Widerstandsgruppe Předvoj beigetragen. Durch zum Teil sehr harte Verhöre seitens der Gestapo konnte man Hinweise auf Vladimír Tišnovský erhalten, der ein prominentes Mitglied der Widerstandsgruppe war und daraufhin verhaftet wurde. In ebenfalls harten Verhören verriet Tišnovský der Gestapo die Namen von Bauer und Blažka, nachdem ihm strafrechtliche Vorteile versprochen worden waren. Am 22. März 1945 wurde Alois Bauer, kurz danach auch Vladimír Blažka verhaftet, bei dem eine Pistole gefunden wurde, die als die Tatwaffe identifiziert werden konnte.

### Hinrichtung
Die beiden Attentäter wurden in das Kaunitz-Studentenwohnheim (Kounicovy koleje) in Brünn überführt, das zur Zeit des Protektorats der Gestapo als Internierungs- und Straflager diente. Es folgten längere, teils brutale Verhöre, die unter anderem auch vom Kriminalrat der Brünner Gestapo und Leiter der Exekutionsabteilung, Otto Koslowski, geführt wurden. Sie fanden ihr Ende am 13. April 1945. An diesem Tag kam der Staatsminister im Protektorat Böhmen und Mähren im Range eines Reichsministers, Karl Hermann Frank, mit einem Sonderzug in Brünn an. 
Er ließ sich die Dokumentation und Protokolle des Falls Gölzer aushändigen und ordnete im Rahmen eines kurzen Prozesses eine „umgehende physische Liquidierung“ der Attentäter an. Die Hinrichtungen fanden am 14. April 1945 (zwölf Tage vor der Befreiung Brünns) in einem Hof des Kaunitz-Wohnheims statt; die Hingerichteten wurden auf dem Stadtfriedhof in einem Massengrab bestattet. Die Erschießungen nahm Otto Koslowski persönlich mit seiner Dienstwaffe vor. Eine ursprünglich geplante öffentliche Hinrichtung in der Nähe des Tatortes wurde verworfen.
Dass Koslowski die Exekutionen persönlich ausführte, hatte einen besonderen Grund: Als Koslowski 1947 in Brünn vor Gericht gestellt wurde, gab er an, dass er im Rahmen der Verhöre von Vladimír Blažka erfahren habe, dass nicht Gölzer das Ziel des Attentats habe sein sollen, sondern er selbst. Gölzer sei das Opfer einer Verwechslung durch die Attentäter geworden.
Im Juli 1945 wurden die Leichname der beiden Widerstandskämpfer exhumiert und in einem Ehrengrab auf dem Brünner Zentralfriedhof feierlich bestattet.

### Juristische Aufarbeitung
- Vladimír Tišnovský, ein Aktivist der Gruppe Předvoj und deren operativer Wehrgruppe Národní revoluční armáda (NRA, Nationale revolutionäre Armee), der zahlreiche Kontakte zu weiteren Personen und Gruppen des kommunistischen Widerstandes hatte, wurde 1946 als Denunziant vor ein Volksgericht gestellt. Es gelang ihm mithilfe anderer damaliger Beteiligter zu beweisen, dass er die Namen der Attentäter unter Zwang und Folter verraten hatte. Er wurde freigesprochen.[2]
- Otto Koslowski, der die beiden Widerstandskämpfer verhaftete, verhörte und dann erschoss, floh am 6. Mai 1945 nach Bayern und lebte dort unter seinem Namen. Im September 1946 wurde er durch die US-amerikanische Militärverwaltung als Kriegsverbrecher verhaftet und im Januar 1947 an die Tschechoslowakei ausgeliefert. Im Prozess gegen ihn wurde er im April 1947 zum Tode verurteilt und am 3. Mai 1947 hingerichtet.[1][2]

## Mangelnde Rezeption infolge von Vertuschung
Die Berichterstattung über das Attentat war sowohl zum Zeitpunkt des Attentats (und unmittelbar danach) als auch nach dem Kriegsende marginal, was eine größere Rezeption des Attentats verhinderte – die genauen Umstände liegen bis heute im Dunkeln, weil erst zu Beginn des 21. Jahrhunderts das Interesse an diesem Fall gewachsen ist. Es konnte nicht eindeutig geklärt werden, welche Befehlskette zu dem Attentat führte: Es könnten führende Mitglieder des Widerstandes, die Führung von Předvoj, eine Aktion der beiden, abgesprochen mit anderen Mitgliedern von Předvoj (beziehungsweise der NRA), oder eine Aktion auf eigene Faust gewesen sein. Auch die Rolle von Nachrichtendiensten (oder, wie im Falle des Attentats auf Heydrich, der tschechoslowakischen Exilregierung) ist bislang (Stand 2018) nicht untersucht worden. Zwei Erklärungen hierfür liefert der Historiker Jiří Skoupý, der sich mit dem Fall beschäftigte und ihn bekannt machte:
- Die gleich nach der Tat durch die Protektoratsbehörden und die Gestapo verhängte Nachrichtensperre, die der Vertuschung diente: Am Tag des Gölzer-Attentats wurde außerdem noch der Suizid des SS-Standartenführers Ernst Wille bekannt, der in Gaya diente und sich in Brünn in einem Hotel erschoss; kurz danach wurde bekannt, dass eine Widerstandsgruppe in Wallachisch Meseritsch den exponierten V-Mann der Gestapo, František Šmíd, getötet hatte.[1]
- In der Nachkriegs-Tschechoslowakei bestand kein Interesse, den Fall aufzurollen. Vor allem nachdem sich im Prozess gegen Vladimír Tišnovský gezeigt hatte, dass ein führender Widerstandskämpfer, den man allgemein dem kommunistischen Widerstand zurechnete, unter Druck zwei Mitkämpfer an die Gestapo denunziert und somit ausgeliefert hatte, konnte das Attentat kaum propagandistisch verwertet werden. Der Fall geriet daher für gut 65 Jahre in Vergessenheit.[1][2]